# 1447年
| 千纪： | 2千纪 |
| 世纪： | 14世纪 \| 15世纪 \| 16世纪                                                                                 |
| 年代： | 1410年代 \| 1420年代 \| 1430年代 \| 1440年代 \| 1450年代 \| 1460年代 \| 1470年代                           |
| 年份： | 1442年 \| 1443年 \| 1444年 \| 1445年 \| 1446年 \| 1447年 \| 1448年 \| 1449年 \| 1450年 \| 1451年 \| 1452年 |
| 纪年： | 丁卯年（兔年）；明正统十二年；越南大和五年；日本文安四年                                                   |

## 大事记
- 3月6日——教宗尼古拉斯五世接替教宗尤金四世成為第208位教宗。
- 3月12日——帖木兒帝國君主沙哈鲁在前往波斯途中病故，由子兀魯伯繼承王位。
- 3月16日——一場大火摧毀了瓦倫西亞的市中心。
- 7月15日——西班牙宗教裁判所復活。
- 8月13日——米蘭公爵菲利波·馬里亞·維斯孔蒂去世，因沒有男性繼承人，米蘭宣佈成立共和國。
- 西藏日喀则的扎什伦布寺初建。

## 出生
- 朱见深（1447年12月9日－1487年9月9日），明宪宗，明朝第9代皇帝。年号成化。

## 逝世
- 3月12日——沙哈魯，帖木兒帝國創始人帖木兒的第四子，1405年繼位為帖木兒帝國皇帝。
- 8月13日——菲利波·瑪麗亞·維斯孔蒂，維斯孔蒂家族在米蘭公國最後一位正統繼承人。